# Antigono di Caristo
Antigono di Caristo (in greco antico: Ἀντίγονος ὁ Καρύστιος?, Antígonos ho Karýstios; Caristo, 290 a.C. – ...) è stato uno scrittore e scultore greco antico.

## Biografia
Nacque a Caristo, nell'Eubea, e visse ad Atene e a Pergamo, nel III secolo a.C., alla corte di re Attalo I. Fu allievo di Menedemo di Eretria. 
È in dubbio se si tratti dello stesso Antigono scultore e scrittore d'arte che Plinio nomina come propria fonte, unitamente a Senocrate di Sicione, relativamente alle opere di scultura in bronzo e toreutica per i libri XXXIII e XXXIV della Naturalis historia. Secondo Plinio egli avrebbe anche partecipato alla realizzazione del Donario di Attalo, e scritto di pittura elogiando Parrasio.

## Opere
Dei suoi scritti restano solo frammenti da una silloge di biografie, scritta in vecchiaia, intorno al 225 a.C., e dedicata ai filosofi suoi contemporanei, opera ampiamente citata da Diogene Laerzio, Filodemo e Ateneo di Naucrati. 
Ci è giunta, invece, integralmente la Iστοριῶν παραδόξων συναγωγὴ (nota come Historiae Mirabiles), che consiste per la maggior parte di estratti dalle Auscultationes attribuite ad Aristotele e da opere simili di Callimaco, Timeo ed altri autori perduti. È solo per caso che Antigono ha, così, conservato estratti di altre e migliori opere, che danno valore a questa raccolta di paradossografia, che è evidentemente fatta senza abilità o giudizio.